# 隨插即用
（Plug and Play，簡稱“PnP”）是一種電腦硬體的術語，指在電腦加上一個新的外部裝置時，能自動偵測與配置硬體資源（如I/O地址、DMA、IRQ），而不需要重新組態或手動安裝驅動程式。現代的「隨插即用」一詞又加上了熱插拔的意義，它允許使用者在電腦電源開啟的狀態下，直接新增或移除硬體裝置，例如USB。
「PnP」一詞最初指ISA匯流排的一個附屬功能。後來的PCI、ACPI已納入PnP技術。
PnP需要配合支援的硬體及軟體。近年的電腦主機板及BIOS已全面支援；第一個支援PnP的的作業系統是微軟的Windows 95，乃至最新的Windows皆支援PnP。

## 設備需求
一台PnP相容的電腦必須滿足下列三個要素：
1. 作業系統必須相容PnP
2. BIOS必須支援PnP
3. 要安裝的裝置本身必須是PnP裝置

## 介面
- ISA
- PCI
- PCI Express
- SCSI
- SAS
- AGP
- D-Sub
- DVI
- HDMI
- PS/2
- IDE
- USB